# Lotlhakane
Lotlhakane è un villaggio del Botswana situato nel distretto Meridionale, sottodistretto di Ngwaketse. Il villaggio, secondo il censimento del 2011, conta 4.828 abitanti.

## Località
Nel territorio del villaggio sono presenti le seguenti 8 località:
- Galetanyane di 2 abitanti,
- Gamoeng di 28 abitanti,
- Gamoswaane di 153 abitanti,
- Kgokgole di 45 abitanti,
- Magodire di 45 abitanti,
- Makaletso di 18 abitanti,
- Mosetlhe di 52 abitanti,
- Toi di 39 abitanti